# Tour d'Autriche 2009
La 61e édition du Tour d'Autriche s'est déroulée du 5 au 12 juillet 2009 sur 8 étapes. La victoire finale est revenue au Suisse Michael Albasini.

## Étapes
| Détail    | Date       | Villes étapes                          | km    | Vainqueur d'étape | Leader du classement général |
| 1re étape | 5 juillet  | Dornbirn – Dornbirn                    | 142   | André Greipel     | André Greipel                |
| 2e étape  | 6 juillet  | Landeck - Kitzbühel                    | 183   | Michael Albasini  | Michael Albasini             |
| 3e étape  | 7 juillet  | Kitzbühel - Prägraten am Großvenediger | 184   | Pieter Weening    | Michael Albasini             |
| 4e étape  | 8 juillet  | Lienz - Wolfsberg                      | 217   | Jan Bárta         | Michael Albasini             |
| 5e étape  | 9 juillet  | Wolfsberg - Judendorf-Straßengel       | 139   | Dries Devenyns    | Michael Albasini             |
| 6e étape  | 10 juillet | Sankt Pölten – Horn                    | 189   | André Greipel     | Michael Albasini             |
| 7e étape  | 11 juillet | Podersdorf am See (c.l.m.)             | 26,2  | Koos Moerenhout   | Michael Albasini             |
| 8e étape  | 12 juillet | Podersdorf am See – Vienne             | 128,7 | André Greipel     | Michael Albasini             |

## Classements finals

### Classement général
| 1.  | Michael Albasini   | Team Columbia-HTC      | en | 28 h 14 min 5 s |
| 2.  | Ruslan Pidgornyy   | ISD-NERI               | +  | 1 min 12 s      |
| 3.  | Branislau Samoilau | Quick Step             | +  | 2 min 20 s      |
| 4.  | Kevin Seeldraeyers | Quick Step             | +  | 2 min 42 s      |
| 5.  | Francesco Reda     | Quick Step             | +  | 2 min 51 s      |
| 6.  | Pieter Weening     | Rabobank               | +  | 2 min 59 s      |
| 7.  | Giampaolo Caruso   | Flaminia-Bossini Docce | +  | 3 min 05 s      |
| 8.  | Stefan Denifl      | Elk Haus-Simplon       | +  | 3 min 37 s      |
| 9.  | Jelle Vanendert    | Silence-Lotto          | +  | 5 min 30 s      |
| 10. | Thomas Peterson    | Garmin-Slipstream      | +  | 5 min 36 s      |

### Classements annexes

#### Classement par points
| 1. | André Greipel    | Columbia | 53 pts |
| 2. | Graeme Brown     | Rabobank | 36 pts |
| 3. | Michael Albasini | Columbia | 30 pts |

#### Classement de la montagne
| 1. | Leonardo Bertagnolli | Serramenti PVC Diquigiovanni | 27 pts |
| 2. | Luis Ángel Maté      | Serramenti PVC Diquigiovanni | 24 pts |
| 3. | Koos Moerenhout      | Rabobank                     | 23 pts |